# 依田勉三
依田勉三（日语：依田勉三，1853年6月21日—1925年12月12日）是出生於日本江戶時代伊豆國，前往北海道帶廣、十勝一帶拓荒發展農業的開拓者。

## 生平

### 教育期間
家世為位於伊豆國大澤村（現今的松崎町）一帶的農業家庭，依田勉三為家中的三男，小時因父母早逝而交由長兄依田佐二平扶養。成長期間曾在叔父土屋宗三郎所開設的學堂「三余塾」下學習。之後16歲時在長兄建議下前往橫濱學習英語等西式教育，接著19歲時因受福澤諭吉等人的思想而開始萌生前往北海道開拓的念頭。
在22歲期間依田勉三進入慶應義塾就讀，2年後在未完成學業時選擇退學，之後替長兄協助成立豆陽高校從事教育方面事務，26歲時則與表妹結婚。

### 晚成社
明治15年（西元1882年）依田勉三在靜岡縣松崎町組成計畫前往北海道拓荒的「晚成社」，當時組織內重要幹部包含鈴木銃太郎與渡邊勝等人。同年伊田勉三與夥伴鈴木銃太郎先前往當地調查，隔年5月依田勉三便率領27人前往下帶廣村開始進行開墾。
晚成社在北海道當地開拓時引入豬、羊、馬等家畜飼養；以及澱粉製造等農業活動。但因北海道不同於日本本州的環境而遭到多次低溫、野鼠、蝗蟲等天然災害困境，隨後曾有多數團員離開，另晚成社的開拓方式也讓當地原住民阿伊努人舊有的經濟活動受到衝擊影響。在明治20年（西元1887年）前晚成社的開拓成績大約是20公頃。
之後明治25年（西元1892年）日本政府為了獎勵依田勉三的辛勞，而贈與他綠綬褒章。明治27年（西元1894年）依田勉三與離婚後在函館一帶另經營了牛肉販賣店，隔年則與函館當地女性結婚。
在明治35年（西元1902年）晚成社開始成立製作奶油的工廠，隨後也慢慢開始興建煉乳、罐頭等工廠。不過到了大正5年（西元1916年）晚成社的投資人僅剩下包含依田勉三本人共3人而已。

### 離世
大正14年（西元1925年）春季期間依田勉三因中風病倒，之後當年冬季中在自宅裡死去。隨後昭和7年（西元1932年）面臨成立50週年的晚成社也因赤字問題、無力負擔財務而解散。

## 死後
1941年當時擔任帶廣市實業連合會長的中島武市為了緬懷依田勉三的功勞，在帶廣神社前建立首尊依田勉三的紀念銅像。而依田勉三的出生地松崎町於1985年起開始在每年4月第一個週日舉辦紀念依田勉三、依田勉三長兄依田佐二平、叔父土屋宗三郎對當地教育功績的祭典。「中川三聖祭」另依田勉三生前在十勝大樹町搭建的住所也被列為文化史蹟。

## 改編影視作品
電影導演松島哲也在2004年推出描述依田勉三開拓故事的電影《嶄新的吹風 年輕時的依田勉三》，劇中的依田勉三是由北村一輝所飾演。